# جزیره مارگاریتا
جزیره مارگاریتا (به اسپانیایی: Isla Margarita) یک جزیره در ونزوئلا است که در دریای کارائیب واقع شده‌است.

## خصوصیات
جزیره مارگاریتا ۴۳۶٬۹۰۰ نفر جمعیت دارد و ۹۲۰ متر بالاتر از سطح دریا واقع شده‌است. این جزیره یکی از قطب های استخراج مروارید در دنیا به شمار می رود.